# Kilajiem
Kilajiem (Hebreeuws: כלאיים, letterlijk mengsels) is het vierde traktaat (masechet) van de Orde Zeraïem (Seder Zeraïem) van de Misjna en de Talmoed, en beslaat negen hoofdstukken.
Het traktaat behandelt voorschriften inzake verboden vermengingen en kruisingen van gewassen, dieren, wol met linnen en kledingstukken, zoals beschreven in de Thora in Lev. 19:19 en Deut. 22:9-11.
Pea bevat alleen Gemara (rabbijns commentaar op de Misjna) in de Jeruzalemse Talmoed, bestaande uit 44 folia en komt aldus in de Babylonische Talmoed niet voor.